# Tàbal
Tàbal (Tabalus, Tábalos Τάβαλος) fou un militar persa al qual Cir II el Gran, després d'haver conquerit la fortalesa de Sardes a Lídia, va deixar encarregat de la guarnició (546 aC). Entre els funcionaris designats hi havia un recaptador d'impostos de nom Pacties, el qual, quan Cir va retornar a Ecbàtana, va organitzar la revolta nacional contra Tàbal i amb els impostos que havia recaptat va contractar mercenaris i va aconseguir mobilitzar a la gent de la costa. Al front de l'exèrcit així organitzat va avançar cap a Sardes i va assetjar a Tàbal a la ciutadella.
Cir, assabentat del que passava, va enviar un exèrcit dirigit per Mazares que a més havia d'informar sobre el caràcter dels lidis als quals es considerava efeminats i poc combatius (de fet la revolta es feia amb mercenaris). Mazares va arribar a temps de salvar a Tàbal, i Pacties va haver de fugir i fou finalment capturat. Ho esmenta Heròdot.